# 주파호
주파호(周波胡)는 전국시대 제나라 사람이다.

## 생애
동진(東晉) 간보(干寶)의 《수신기》(搜神記) 〈가문합〉(賈文合)편에 따르면, 전국 시대인 주(周)나라 열왕 6년(기원전 370년), 제(齊)나라 위왕이 즉위한 지 9년이나 되었지만, 간신 주파호가 국정을 제멋대로 휘둘러 왔던 탓에 나라가 말할 수 없을 정도로 어지러웠다.
이를 보다못한 후궁 우희(虞姬)가 위왕에게 “주파호는 속이 검은 사람이오니 그를 내치시고 북곽(北郭)선생과 같은 어진 선비를 등용하시옵소서.”하고 아뢰었다.
이 사실을 알게 된 주파호는 우희와 북곽 선생이 전부터 서로 좋아하는 사이라고 우희를 음해하기 시작했다. 위왕은 마침내 우희를 옥에 가두고 관원에게 철저히 조사하라고 명했으나, 이미 주파호에게 매수된 관원은 억지로 죄를 꾸며내려고 했다. 그러나 위왕은 관원들의 보고에 이상한 점이 있는 데다 그간 쌓은 정도 있어 직접 우희를 심문하기로 했다. 국문장에서 그녀는 이렇게 대답했다.
“전하, 신첩(臣妾)은 이제까지 한마음으로 전하를 모신 지 10년이 되었사오나 오늘날 불행히도 간신들의 모함에 빠졌나이다. 신첩의 결백은 푸른 하늘과 밝은 해와 같사옵니다. 만약 신첩에게 죄가 있다면 그것은 ‘오이 밭에서 신을 고쳐 신지 말고(瓜田不納履)’, ‘오얏나무 아래서 갓을 고쳐 쓰지 말라(李下不整冠)’라고 했거늘, 남에게 의심받을 일을 피하지 못했다는 점과 신첩이 옥에 갇혀 있는데도 누구 하나 변명해 주는 사람이 없었다는 신첩의 부덕한 점이옵니다. 이제 신첩에게 죽음을 내리신다 해도 더 이상 변명치 않겠사오나, 주파호와 같은 간신만은 내쳐 주시옵소서.”
위왕은 우희의 충심어린 호소를 듣고 자신의 어리석음을 깨닫고 주파호를 삶아 죽이고 어지러운 나라를 바로잡았다.